# Конфуций (фильм)
«Конфу́ций» (кит. 孔子) — биографический фильм о Конфуции с Чоу Юньфатом в главной роли. Фильм вышел в прокат 28 января 2010 года.
Создание фильма началось в марте 2009 года со съёмок на натуре в провинции Хэбэй и на Hengdian World Studios в Чжэцзяне.
Выпуск фильма был запланирован на конец 2009 года, чтобы приурочить его к празднованию 60-й годовщины со дня образования Китайской Народной Республики, а также к 2 560-му дню рождения самого Конфуция. Премьера в России прошла 14 апреля 2011 года.
С 25 марта 2011 года фильм лицензионно издаётся на DVD компанией «Мистерия +».

## Сюжет
Китайский мудрец Конфуций (ок. 551 до н. э. — 479 до н. э.) в эпоху Вёсен и Осеней, когда постоянные войны сотрясали Китай, оказывал помощь правителю царства Лу, чтобы помочь тому восстановить свою власть и силу. Так знаменитый философ надеялся предохранить царство Лу от внутренних конфликтов и бесконечных войн. Но политическая элита царства выступила против Конфуция, опасаясь потери своей власти над правителем, бывшим в их руках всего лишь марионеткой. Философ принимает решение уйти в ссылку и странствует по всему Китаю, не утратив свои идеалы мира и гармонии.

## Музыкальная тема
Песню для фильма спела Ван Фэй. Её «успокаивающий и неземной голос» был признан целесообразным для песни, «Уединённая орхидея» (кит. 幽兰操), которая основана на древней работе Хань Юй. Ван, заявила, что она записала песню «для Конфуция», так как его произведения по-прежнему предоставляют ответы на современные вопросы.

## В ролях
| Актёр        | Роль     |
| ------------ | -------- |
| Чоу Юньфат   | Конфуций |
| Чжоу Сюнь    | Наньцзы  |
| Сюй Хуаншань | Лаоцзы   |

## Награды и номинации
30-я Гонконгская кинопремия
- Номинирован — Лучший актёр (Чоу Юньфат)
- Номинирован — Лучшая операторская работа (Питер Пау)
- Номинирован — Лучший художник-постановщик
- Номинирован — Лучший дизайн костюмов
- Номинирован — Лучшая песня (Фэй Ван)

## Противоречия

### Выбор актёров
После того, как было объявлено о проекте, реакция на это в Китае была самая разная. Поскольку фильм снят на севернокитайском языке, многие выразили беспокойство, что Чоу, уроженец Гонконга, говорящего на кантонском, испытает недостаток в необходимых навыках, говоря на мандаринском, чтобы изобразить уважаемого философа.
Другие были обеспокоены тем, что Чоу, ветеран жанров «боевик» и фильмов о кунг-фу, превратит Конфуция в «героя кунг-фу». Таких проблем стало больше после того, как Пу Цуньсинь раскритиковал сценарий Ху Мэй как содержащий несоответствующий уровень действительности для фильма, основанного на жизни Конфуция.
Перри Лам в своей рецензии на фильм в китайском журнале «Муза» подверг критике Чоу Юньфата за то, что он «наименее подходящий актёр, чтобы играть главную роль».

### Иск Кун Цзяня
В декабре 2009 года прямой потомок Конфуция подал иск против кинематографистов. Кун Цзянь, увидев трейлер фильма, добивался того, чтобы несколько сцен удалили из фильма и возражал против сделанного в ленте намека о романтическом разговоре Нан-цзы с Конфуцием.